# Obere Hardt (Feuerscheid)
Obere Hardt ist ein Weiler der Ortsgemeinde Feuerscheid im Eifelkreis Bitburg-Prüm in Rheinland-Pfalz.

## Geographische Lage
Obere Hardt liegt südwestlich des Hauptortes Feuerscheid in einer Entfernung von rund 3,1 km. Der Weiler befindet sich auf einer Hochebene und ist von landwirtschaftlichen Nutzflächen sowie einem Waldgebiet im Süden umgeben. Südlich von obere Hardt fließt der Kleine Ehlenzbach. Unmittelbar westlich des Weilers befindet sich das Industriegebiet Plütscheid mit dem Solarpark Plütscheid-Feuerscheid.

## Geschichte
Erstmals wird Obere Hardt in einer Karte aus dem Jahre 1818 erwähnt und gehört somit zu den beiden ältesten Weilern von Feuerscheid. Der Name Obere Hardt entwickelte sich jedoch erst später.
Der Weiler gehörte im Jahre 1843 als eines der Gehöfte „Hardt“ zu Feuerscheid in der Bürgermeisterei Burbach. Diese wurden insgesamt von 19 Menschen bewohnt.

## Kultur und Sehenswürdigkeiten

### Wegekreuze
In Obere Hardt befinden sich drei Wegekreuze. Zum einen ein Bildstock mit der Kreuzigungsgruppe aus dem Jahre 1738  und zum anderen ein Wegekreuz mit Inschrift aus dem Jahre 1911. Die Inschrift lautet „Errichtet zur Ehre Gottes und zum Troste der armen Seelen im Fegefeuer“.  Zum dritten Wegekreuz liegen keine Angaben vor.
Siehe auch: Liste der Kulturdenkmäler in Feuerscheid

### Naherholung
Südwestlich von Obere Hardt befindet sich der Aussichtspunkt Krummenacker auf 555 m über NHN.
Durch Obere Hardt verläuft der Wanderweg 2, Feuerscheid des Prümer Landes. Es handelt sich um einen rund 8,5 km langen Rundwanderweg. Neben Obere Hardt werden auch die Weiler Denterhof und Hardt Kapelle erreicht.
Durch Obere Hardt verläuft zudem der Nimstal-Radweg von Weinsheim bis Irrel mit einer Länge von rund 65 km.

Bildergalerie
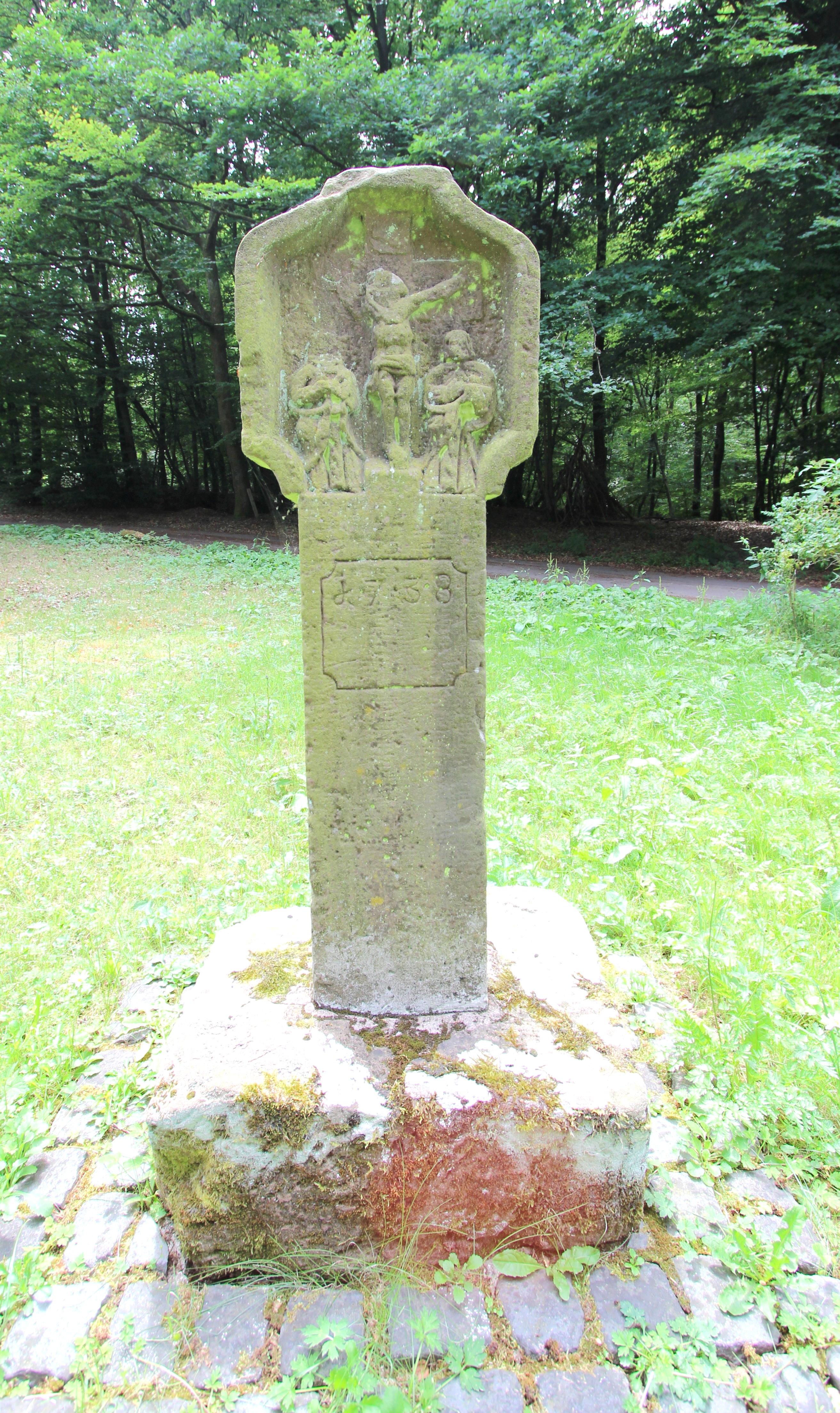
Bildstock – 1738
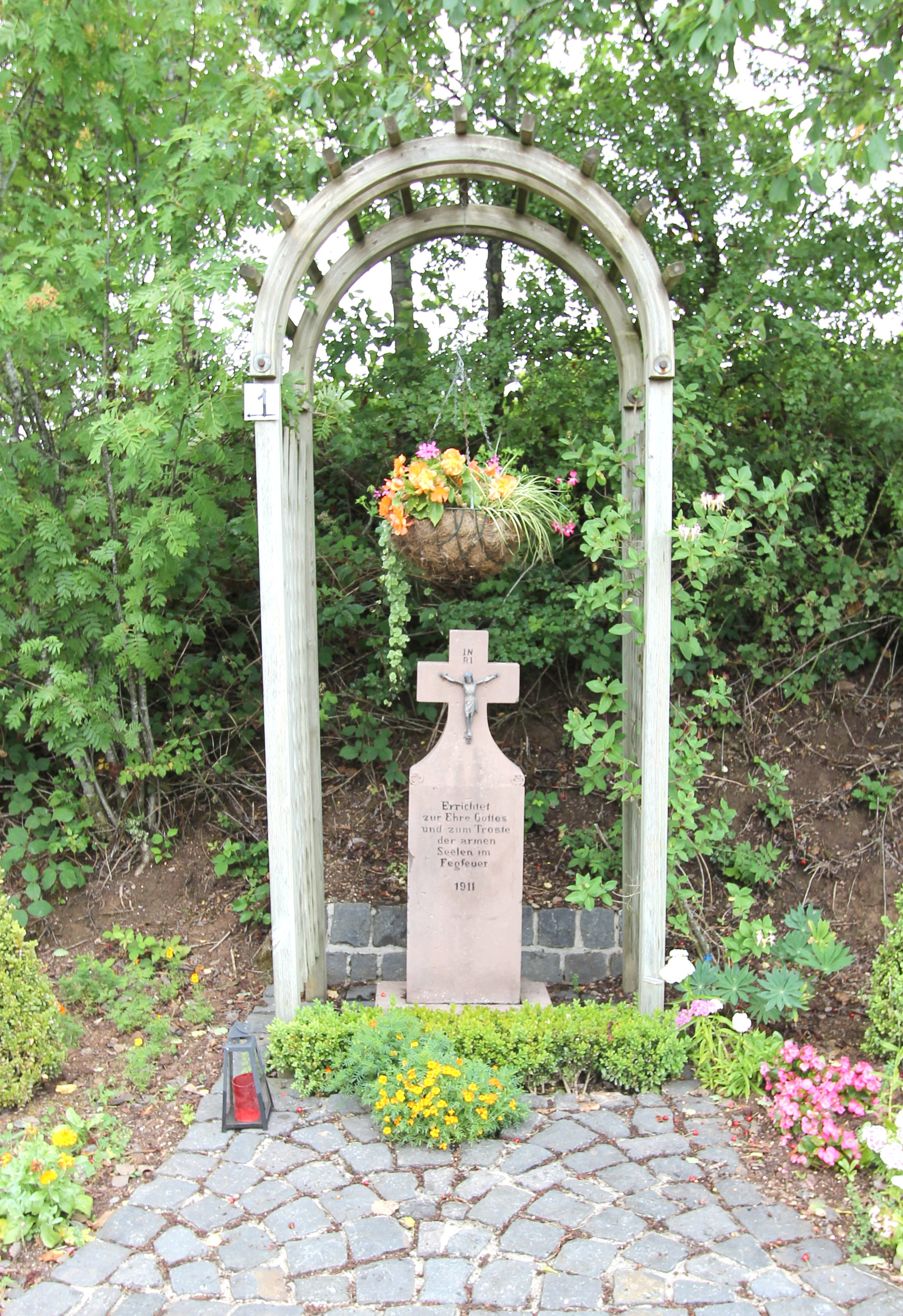
Wegekreuz – 1911 Fern
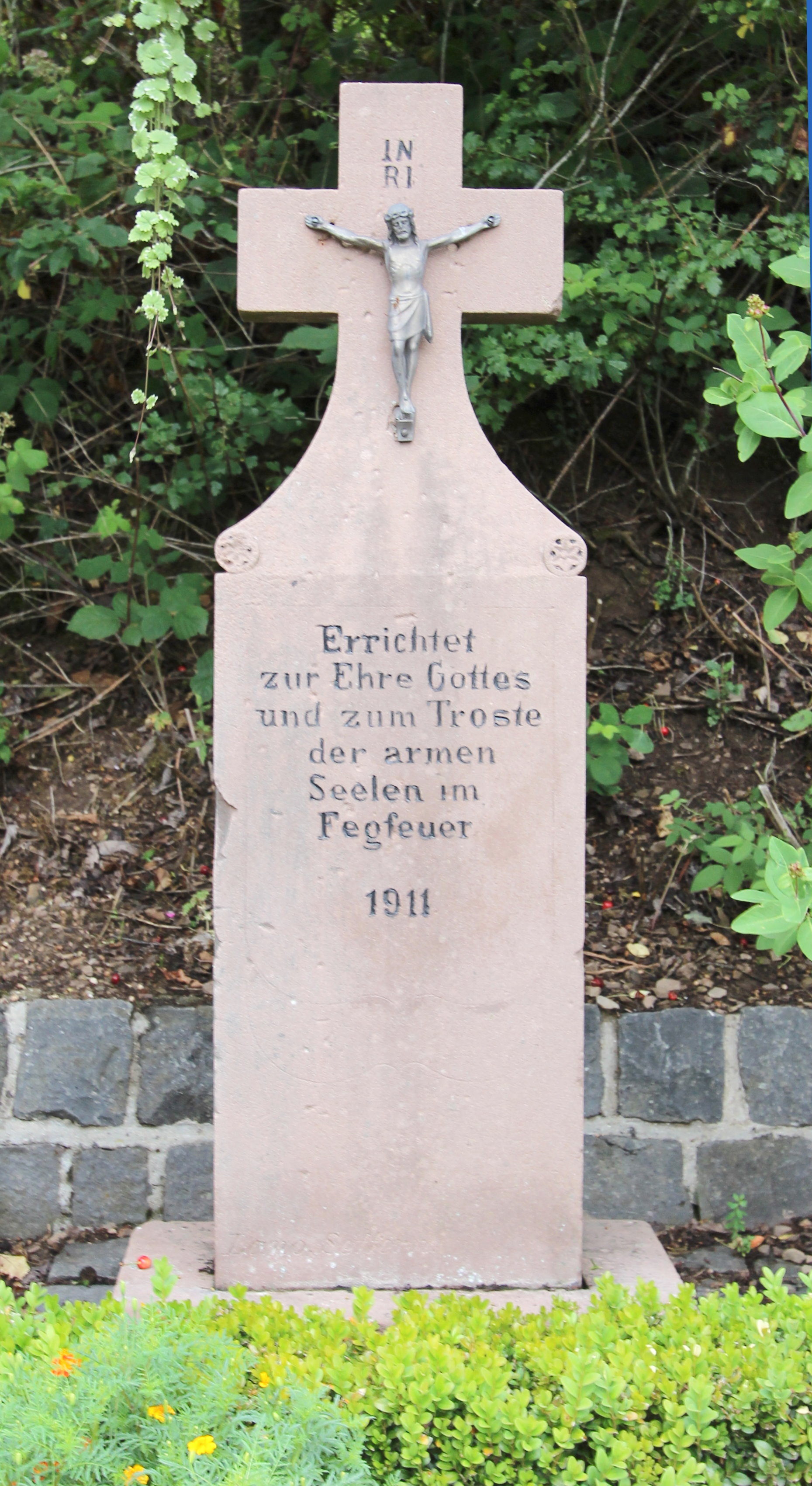
Wegekreuz – 1911 Nah
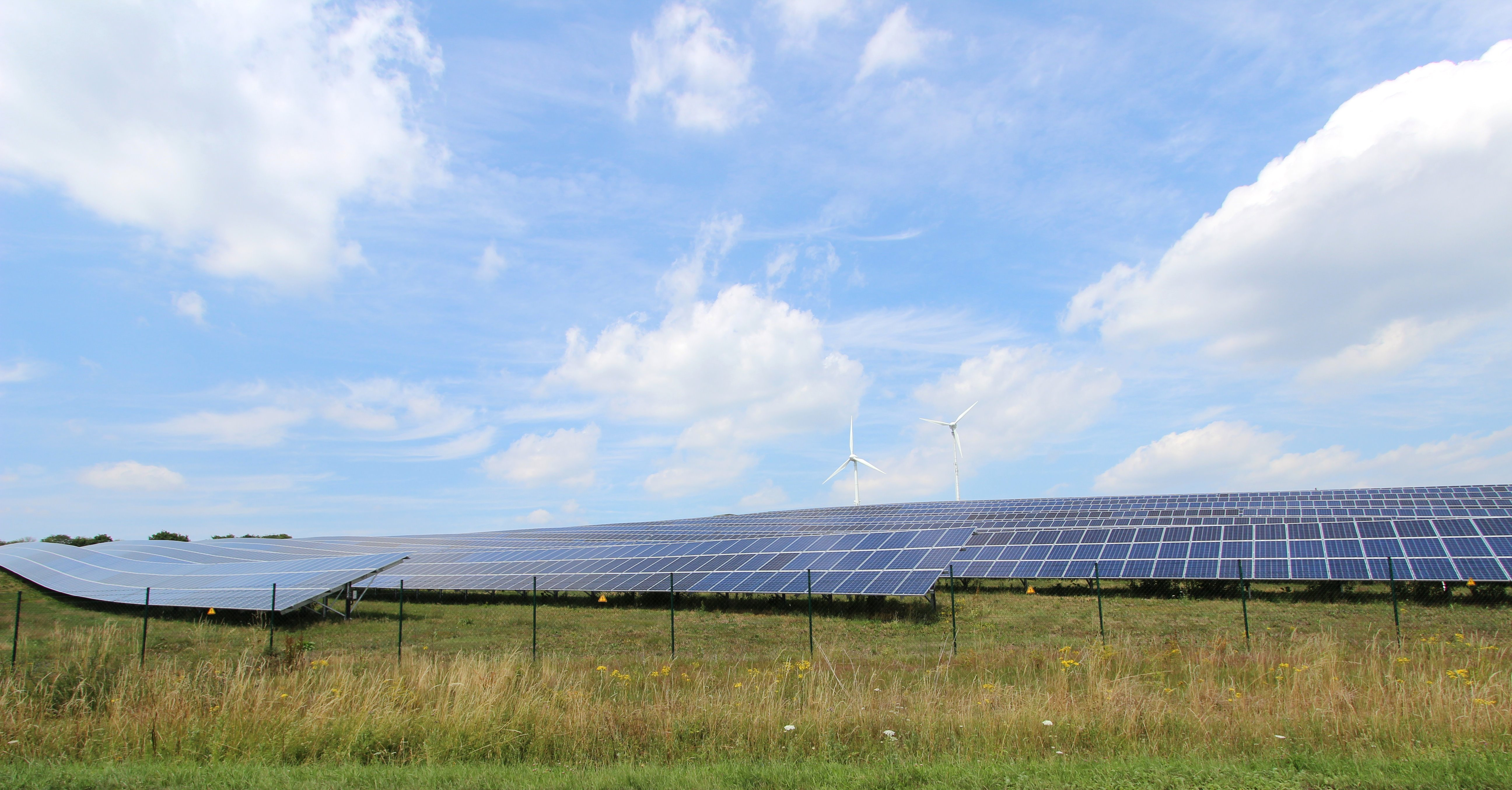
Solarpark
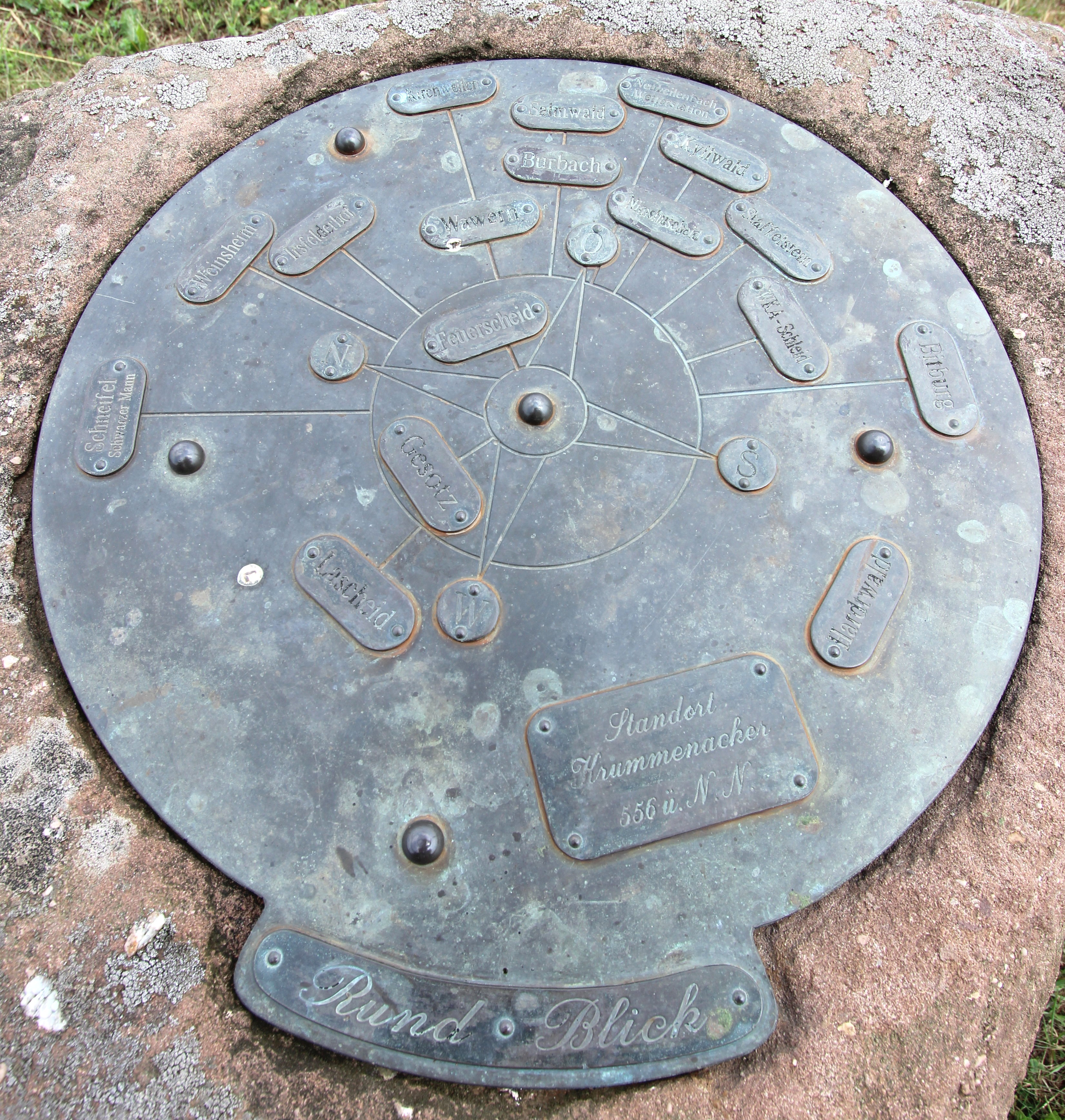
Aussichtspunkt

## Wirtschaft und Infrastruktur

### Unternehmen
Im Weiler wird eine B&B-Unterkunft betrieben.

### Verkehr
Es existiert eine regelmäßige Busverbindung.
Obere Hardt ist durch die Landesstraße 33 erschlossen und liegt direkt westlich der Bundesautobahn 60 mit der Anschlussstelle Waxweiler.